# Teorie odstrašování
Teorie odstrašování je vojensko-politická doktrína, která je založena na vojenské síle a připravenosti ji využít, která má odradit protivníka od útoku či jiné nežádoucí akce. Sehrála zásadní roli v době studené války s rozvojem jaderných zbraní a konceptu vzájemně zaručeného zničení.
Teorie odstrašování je koncept, jehož původ a praktiky spadají do období prvních válečných konfliktů mezi lidskými společnostmi. K popularizaci tohoto pojmu nicméně došlo až v období studené války, kdy se Spojené státy americké snažily zabránit hrozbě Sovětského svazu a spoléhaly se na jaderné odstrašování, aby tak dorovnaly jeho konvenční převahu. Princip odstrašování spočívá v přesvědčení oponenta k nečinnosti a zamezení akcím, které by byly pro oponenta výhodné, ale druhou stranu by ohrožovaly. Podle Hermana Kahna existují tři kategorie odstrašování – od přímého útoku na stát, od provokativního útoku, který nemíří přímo na stát a od menších provokací, které rovněž nemíří na stát. Opakem odstrašování je kompelence (compellence), při které ohrožený aktér přinutí druhého aktéra k provedení nějaké činnosti. Kompelence má tři podoby – aktér je buď přinucen, aby přestal s vykonávanou činností nebo aby anuloval své jednání, nebo aby změnil své jednání, tak že v jeho zemi bude vyměněna vláda.

## Teorie racionálního odstrašování
Tato teorie je založená na následujících premisách - racionalitě aktérů, obecném povědomí o pravidlech hry, přímé a nepřímé komunikace mezi aktéry, schopnosti kalkulace zisků a ztrát, absenci emocí při rozhodování a zvažování vhodnosti vykonání vojenské akce. Pokud mezi aktéry jsou tyto faktory přítomné, pak je pravděpodobné, že se státy budou snažit vyhnout ozbrojeným konfliktům a vzájemné odstrašování bude fungovat. Racionální odstrašování během studené války bylo udržováno též díky rovnováze teroru. Tento princip byl založený na předpokladu, že USA a SSSR mají srovnatelné úmysly, finanční a vojenské zdroje a schopnosti. V případě srovnatelných vlastností by vyvolání jaderného konfliktu způsobilo škodu, která by nestála ofenzivní stranu za vynaložené náklady. Jakmile oba státy dosáhly bodu stabilní rovnováhy, mohla začít fungovat vojenská strategie vzájemně zaručeného zničení.

## Druhy odstrašování
Odstrašování může být dvojího druhu - potrestáním a odmítnutím. Tyto dva typy mohou být kombinovány a výběr jedné ze strategií většinou odvisí od povahy oponenta. K odstrašení potrestáním dochází v případě, kdy hypotetický stát A má zájem na vykonání akce, kterou si ovšem stát B nepřeje. Pokud stát B vyhrozí státu A, že při vykonání akce bude napaden a stát A poslechne, odstrašování je považováno za úspěšné. Pokud ovšem stát A pokračuje ve své činnosti, odstrašování selhalo. Odstrašování potrestáním se obvykle vztahuje na tzv. countervalue targets neboli takové cíle, které ohrožují města, populaci, ekonomickou infrastrukturu a politickou elitu. Odstrašení odmítnutím nastává tehdy, když aktér A nepovolí aktéru B dosáhnout jeho vojensko-politických cílů. Podobně jako v předchozím případě, je odstrašení úspěšné, pokud se aktér B poddá a k selhání dojde, pokud o dosažení cílů stále usiluje. Tento typ odstrašování je používán v případě, že se míří na counterforce targets, do kterých bývá zařazována vojenská infrastruktura, jednotky a vojenský průmysl.
Existují různé další strategie odstrašování, které se dělí podle geografické vzdálenosti aktérů – core deterrence (odstrašování vlastního území), extended deterrence (rozšířené odstrašování, které bylo praktikované v době studené války Spojenými státy v západní Evropě) a adjacent (sousedské odstrašování, které je typické pro dva jaderné státy ležící vedle sebe). Dalším specifikem pro tvorbu odlišných odstrašovacích strategií je množství jaderných zbraní, kterými se odstrašuje. Odstrašování s minimem jaderných zbraní se nazývá minimální, a v případě, že stát jaderné zbraně nevlastní, ale má know-how k jeho vybudování, se mluví o odstrašování virtuálním.